# Фиби Холливелл
Фи́би Хо́лливелл (англ. Phoebe Halliwell) — персонаж телевизионного сериала «Зачарованные».
Является одной из главных героинь в течение всех сезонов сериала. Роль Фиби Холливел исполнила актриса Алисса Милано. Также, в разные периоды жизни, роль Фиби исполнялась несколькими другими актрисами. На протяжении первых 3 сезонов Фиби была младшей из сестёр, но после смерти старшей (Прю Холливелл) и с появлением ранее неизвестной сестры, Пейдж Мэтьюс, к Фиби переходит роль средней сестры. Теперь уже ей приходится быть примиряющей стороной между двумя сёстрами — старшей Пайпер и младшей Пейдж. Многочисленные отношения Фиби с мужчинами по большей части были неудачны. Несмотря на это, Фиби выходила замуж 3 раза: Коул Тёрнер (2002—2003), Декс Лоусон (2005) и Куп (с 2006).

## Предыстория героини
Фиби Холливелл родилась 2 ноября 1975 года в семейном доме в Сан-Франциско, Калифорния. Родителями Фиби были ведьма Патриция Холливелл и смертный Виктор Беннет. У Фиби есть две старшие сестры — Прю и Пайпер Холливелл, а также младшая сестра по материнской линии — Пейдж Мэтьюс-Холливелл. Фиби была названа в честь любимой тёти своей матери.
Изначально от рождения Фиби обладала могущественной силой предвидения, однако её бабушка Пенелопа Холливелл ограничила силу своих внучек, чтобы не дать колдуну Николасу убить сестёр и забрать их силы (подробная история этого эпизода жизни сестёр дана в одной из серий Зачарованных).
Её отец и бабушка со стороны матери ссорились по поводу того, что Виктор был обычным человеком и потому не мог защитить собственных детей от сил зла. После трагической гибели матери Зачарованных (убита водным демоном 28 февраля 1978 года) их воспитанием занялась бабушка Пенелопа.
В десятилетнем возрасте она была перемещена будущей Фиби в 2002 год, где встретила двух взрослых версий самой себя, свою сестру Пайпер, её мужа Лео Уайатта, и своего будущего экс-мужа Коула. Коул защитил её от демона Кюзона, а потом она посетила царство Хранителей вместе с Лео. Когда она помогла будущей Фиби разобраться в её отношениях с Коулом, она вернулась в своё время, где Пенни быстро стерла её воспоминания о путешествии во времени. В отличие от своих сестёр Прю, Пайпер и, позже, Пейдж, она более чувствительна и уязвима ко злу, поскольку единственная родилась в семейном доме Холливелл.
После окончания школы, её старшие сёстры перебрались на Северный Берег Сан-Франциско, где они оставались до тех пор, пока не заболела их бабушка, из-за чего им пришлось вернуться к ней. Прю собиралась выйти замуж за человека по имени Роджер (Пайпер должна была стать подружкой невесты), который стал проявлять внимание к её младшей сестре Фиби, работавшей барменом, посылал ей цветы. Когда об этом узнала Прю, она поругалась с Фиби, и та бросила университет и уехала в Нью-Йорк. Ещё одной причиной для этого поступка было то, что именно в Нью-Йорке, насколько она знала, находился её отец Виктор. Примерно в это время Пенни сделала фото внучек. Видя, насколько разобщены сёстры, Пенни планировала с помощью зелья навсегда связать их силы, но умерла прежде, чем сделала это.
Фиби жизнерадостна, оптимистична, склонна к авантюрам, легкомысленна и безалаберна (в первых сезонах). Это сильно отличает ее от старшей сестры — серьезной и последовательной Прю. В отличие от старших сестер, Фиби охотно впустила магию в свою жизнь и никогда не думала отказаться от волшебных сил.

## Обретение силы
Через полгода после смерти бабушки и, переживая трудные времена, Фиби решает вернуться в Сан-Франциско и помириться с сёстрами. Прю не очень рада её видеть, поскольку считает её виноватой в разрыве помолвки со своим женихом Роджером и смерти Грэмс. Сила должна была вернуться к сёстрам, когда все три снова будут вместе. Фиби находит на чердаке Книгу Таинств. Она произносит заклинание, написанное в книге, тем самым призвав Силу Трёх. Читая книгу, Фиби узнаёт, что она и её сёстры потомственные ведьмы, и не просто ведьмы, а самые могущественные: они — Зачарованные.
Во втором сезоне, посещая свою прошлую жизнь, она выясняет, что была собственной двоюродной прапрабабушкой, П. Рассел, злой ведьмой. Она также обнаруживает, что её сёстры — в то время кузины — убили её. Ей удаётся предотвратить смерть своей души в прошлом.
Также некоторые демоны (Хозяин, Сир и другие) полагают её слабейшей из Зачарованных.

## Жизнь Зачарованной

### Младшая сестра
Прю, Пайпер и Фиби вместе называются Зачарованными. Они могущественные добрые ведьмы, спасающие невинных. Фиби как правило первой обнаруживает те или иные вещи. Она первой понимает, что они с сёстрами могут быть Зачарованными, поработав со спиритической доской, которая привела её на чердак к Книге Таинств. Она первой выясняет, что Лео является их хранителем, обнаружив его парящим над люстрой при смене лампочки. Фиби — бунтарка. В отличие от Прю и Пайпер, Фиби хочет использовать магию для забавы, и первая на собственном опыте обнаруживает, что использование магии в личных целях ведёт к серьёзным последствиям. Она также больше всех хочет увидеть мать, поскольку не помнит её; Фиби даже пытается изменить историю, предупредив Пэтти о грядущей смерти. Вначале она не очень близка с Прю, но получение сил сблизило сестёр, помогло уладить проблемы. Фиби мечтает об активной способности, и в начале третьего сезона её мечта сбывается.
В отличие от остальных сестёр, Фиби — мастер написания заклинаний. Именно она создала заклинание, призывающее силы рода Холливелл, чтобы уничтожить Хозяина.

### Средняя сестра
На похоронах Прю Фиби встречает девушку по имени Пейдж Мэтьюс. Выясняется, что Пейдж — их младшая единоутробная сестра. Фиби и Пайпер убедили её присоединиться к ним и воссоздать Силу Трёх, а затем уничтожили демона Шэкса — убийцу Прю. Фиби идёт за волком, которого увидела в Школе Магии. Волк приводит её к шаману Эноле, который даёт ей задание, чтобы помочь яснее увидеть будущее. В конце концов она добирается до портала, перебрасывающего её в будущее. Там она видит Пайпер, взрослого Уайатта и маленького мальчика, который оказывается вторым сыном Пайпер; Пейдж стала преподавать в школе, а сама Фиби беременна девочкой, и все они живут спокойной жизнью без демонов. К ней подходит брат Уайатта, произнося: «Тётя Фиби, нам нужна твоя помощь», и она возвращается в настоящее и слышит Криса, произносящего: «Фиби, нам нужна твоя помощь». Так она первой выясняет, что Крис Перри на самом деле — Крис Холливелл, её племянник и второй сын Пайпер и Лео.
Фиби потребовалось некоторое время, чтобы привыкнуть к изменению своего статуса. Сначала ей не очень нравилась идея встать на место Пайпер, как Пайпер встала на место Прю, но в конце концов она принимает то, что рядом с ней есть кто-то моложе неё. На протяжении сериала внешний вид Фиби претерпевал изменения. В первых сезонах, когда она была младшей сестрой, её стиль был молодёжным и довольно простым. Примерно с середины четвёртого сезона внешний вид Фиби кардинально меняется, она становится элегантной и очаровательной женщиной.

### Потеря активных способностей
Позже Зачарованные сталкиваются с демоном Барбасом. Он придумывает план, как лишить сестёр их способностей, но сложность состоит в том, что с магией Зачарованные — опасные противники. Он обвиняет Фиби, которая как раз использовала зелье, чтобы увеличить свои способности к предсказанию; это, по мнению Пейдж, может привести к тому, что инспектор Шеридан обнаружит их секрет. Трибунал отменяет своё решение убить помощника Зачарованных Деррила Морриса, но они решают, что Фиби должна заплатить за использование магии в личных целях. Она теряет свои способности к предсказанию, левитации и эмпатии. Это временное наказание, и Фиби сможет получить свои способности обратно, если будет корректно пользоваться магией.

### Утопия и отставка
Фиби получила назад способность к предвидению, но способности левитации и эмпатии заработать было гораздо сложнее. Вместе с сёстрами она участвовала в плане Аватаров превратить мир в Утопию, однако с помощью своего дара она обнаружила, что их обманывают. Мир вновь становится прежним, но демон Занку освобождается из своей тюрьмы. Он захватывает дом Холливелл, чтобы получить власть над Нексусом. Обернув силу Книги Таинств против сестёр, он получает возможность использовать зелья и заклинания, чтобы украсть их силы. Он получает силу Фиби. Сёстры уничтожают Занку и Нексуса. Все верят, что Зачарованные мертвы, а они получают шанс пожить нормальной жизнью.

### Возвращение и великая битва
Новое имя Фиби — Джулия Беннет, и только близкие видят её прежнюю внешность. Однако они скоро понимают, что это было ошибкой и возвращаются к прежней жизни.
Фиби начинает работать на прежнем месте и встречаться с парнем по имени Декс Лоусон, за которого, согласно её дару, она выйдет замуж. Однако она вступает в брак, находясь под заклятием своей подопечной, Билли Дженкинс. Брак аннулируется, как только становится ясно, что он заключен по принуждению с обеих сторон. Фиби теряет веру в свой дар, пока у неё не случается ещё одно предвидение. Она разговаривает с Фиби старше её на шесть лет и по-прежнему планирует родить девочку.
Вскоре Фиби переезжает из семейного дома в собственную квартиру.
Когда Фиби обнаруживает, что Кристи (сестра Билли) — ключ к Великой Силе, а Билли и есть Великая Сила, Пайпер пытается уничтожить её, и они с Фиби спорят по этому поводу, пока Кристи не накладывает на Фиби, Пейдж и Пайпер заклятие. Зачарованным приходится спрятаться в подземном мире, поскольку магическое сообщество отворачивается от них.
В финальной серии Фиби вышла замуж за купидона Купа и родила трёх дочерей, об одной из которых знала заранее благодаря своему дару.

### Замужем за Купом
После того, как Фиби вышла замуж за Купидона, она забеременела своей первой дочерью, которую она и Куп решили назвать Прюденс Джоанна Холливелл, в честь старшей сестры Зачарованных. Вместе с мужем и дочерьми, она переехала в частный дом, продав квартиру. Фиби узнаёт, что маленькая Прю обладает даром телепортации.
Спустя некоторое время, все магические способности Фиби были восстановлены. Кроме того, Фиби наконец-то научилась пользоваться предвидением тогда, когда она захочет. Помимо старых сил, Фиби получает ещё и силу под названием Патокинез, которая позволяет управлять эмоциями людей и проецировать их на других.
Случайно Фиби узнаёт, что её подруга-ведьма встречается с Кэлом Грином, человеком, который в альтернативном будущем сжёг Фиби за колдовство. У неё возникает видение о том, что Элиза погибнет по вине Грина, чтобы предупредить свою начальницу и подругу о предстоящей угрозе, Фиби была вынуждена открыть свою магическую тайну.

## Силы и способности
Фиби обладает пассивным даром предвидения. Её дар проявляется, когда она касается или находится в присутствии чего-либо, с чем связаны события в её видении. Изначально эта способность была неконтролируема, но позже начинает срабатывать, если Фиби хочет этого или просит об этом. Хотя в сериале её предсказания показываются чёрно-белыми, несколько раз упоминается, что Фиби видит их в цвете. По мере роста способностей её видения становятся более яркими, она начинает слышать и чувствовать, что происходит в увиденной сцене, а также дольше удерживать картинку (в эпизоде «Всё дело в глазах» Фиби начинает использовать астральную проекцию, участвующую в видимых ею сценах, а в эпизоде «Фокусы в стиле Халка» получает возможность во время видений общаться с будущей Фиби). Первоначально Фиби видит только будущее, но позднее сила увеличивается и Фиби начинает видеть прошлое. Со временем она получает возможность вызывать видения у кого-либо с похожими способностями (например, показывает свои видения Старейшинам), а также начинает предсказывать события (в одном из эпизодов это позволяет ей уворачиваться от огненных шаров). Первоначально ей не нравилось иметь пассивную силу, и Фиби начала брать уроки самозащиты. Однако она удостоверилась в необходимости своего дара, когда он помог спасти Прю. Сила Фиби часто позволяет ей подключаться к сознанию демонов, но она не может это контролировать.
Фиби очень долго мечтала об активной способности и в начале третьего сезона Фиби получает новый дар — левитацию (способность летать). Через несколько лет Фиби получает ещё один новый дар — эмпатию (способность ощущать чувства и эмоции других людей и силу магических существ и использовать их силу). Когда Фиби носила ребёнка от Коула-хозяина, у неё появилась способность к огнеметанию, телепортации, подобно Хозяину, а также очень мощная сила, заключающаяся в руках, представляющая собой нечто вроде узкого сконцентрированного потока энергии.
На протяжении сериала Фиби превращалась в колдуна, Банши, Королеву Подземного Мира, русалку, супер-героиню, греческую богиню любви Афродиту, джинна, духа, мумию, магического зверя, появлявшегося при голубой луне, домохозяйку 1950-х годов, была заключена в теле злой колдуньи и одержима Вугименом.

## Личная жизнь
В личной жизни Фиби не везло. Она влюблялась очень часто, так было до того как она встретила Коула. Коул был послан убить сестёр, но он не смог этого сделать, так как влюбился в Фиби, а она в него. Несмотря на все препятствия, они поженились. Ради того, чтобы быть вместе с Коулом, Фиби становится королевой подземного мира. Но после того, как её сёстры чуть не погибли от руки Коула, она убивает своего мужа, но всё ещё продолжает любить его. Через некоторое время Коул возрождается и пытается вернуть Фиби, но она больше не верит ему. Именно Фиби убивает Коула во второй раз. Но всё-таки она считает его любовью всей своей жизни. Через некоторое время она начинает встречаться со своим начальником Джейсоном Дином, но они расстаются после того, как Джейсон узнает, что Фиби ведьма. Благодаря шаману Эноле у Фиби появляется видение, в котором она видит себя в будущем беременной дочерью. Фиби решает поскорее найти своего будущего мужа. Фиби встречается и расстаётся со своим коллегой по работе Лесли и демоном Дрейком (которого послала душа Коула Тёрнера). В восьмом сезоне она встречает Декса Лоусона, и одно из её видений показывает их свадьбу. Благодаря заклинанию, наложенному Билли, они женятся, но, придя в себя, расторгают брак. После всех этих неудач Фиби начинает сомневаться в то, что она найдёт свою любовь. Старейшины посылают к ней ангела любви Купидона, который должен ей помочь вновь поверить в любовь и найти свою судьбу. Однако, вскоре Куп понимает, что влюбился в Фиби и сам хочет стать её избранником; однако он не может открыть ей свои чувства, так как браки между купидонами и ведьмами запрещены. Через некоторое время Фиби узнает, что Старейшины не просто так послали Купидона — они рассчитывали, что молодые люди влюбятся друг в друга, и поэтому закрыли глаза на этот запрет. Эта новость обрадовала Фиби и Купидона, и они поженились. В будущем у них родилась та дочка, о которой Фиби узнала в своём видении, а также ещё две девочки. Старшую дочку назвали Пруденс Джоанна (в честь погибшей сестры Пруденс Холливелл), среднюю — Паркер, а младшую — Пейтон.

## Профессиональная деятельность
- Ясновидящая в отеле «Нептун»
- Аукционный дом «Бакленд» — оценщица
- Агентство недвижимости — агент по недвижимости
- Редакция «The Bay Mirror» — ведущая колонки «Спросите Фиби»

## Смерти
- 1х22 «Дежавю снова и снова» (англ. Deja Vu All Over Again) убита демоном Родригесом после смещения времени Темпусом.
- 2х02 «Поучения бывают опасными» (англ. Morality Bites) сожжена в будущем на костре из-за убийства с применением магических сил во время Охоты на Ведьм.
- 4х14 «Три лица Фиби» (англ. The Three Faces of Phoebe) защищая Коула погибает Фиби из далекого будущего.
- 5х08 «Ведьма во времени» (англ. A Witch In Time) убита демоном из будущего, Баккарой.
- 6х08 «Меч в большом городе» (англ. Sword and the City) убита демоном по приказу Пайпер.
- 6х15 «Я мечтаю о Фиби» (англ. I Dream of Phoebe) убита по желанию демона Джинни.
- 7х07 «Ангел за плечом» (англ. Someone To Witch Over Me) — убита демоном Сарпедоном
- 7х19 «Причудливая Фиби» (англ. Freaky Phoebe) убита Зачарованными, когда находилась в теле злой колдуньи Имары.
- 8х21 «Убить Билли, часть вторая» (англ. Kill Billie Vol. 2) убита Билли и Кристи во время поединка с Зачарованными.